# Acta Academiae Electoralis Moguntinae Scientiarum Utilium quae Erfurti Est
Acta Academiae Electoralis Moguntinae Scientiarum Utilium quae Erfurti Est (abreviado Acta Acad. Elect. Mogunt. Sci. Util. Erfurti) fue una revista con ilustraciones y descripciones botánicas que fue publicada en Erfurt desde 1777 hasta 1796, publicándose 12 números.